# Live from the Dark
Live from the Dark – album DVD zespołu Europe, wydany w 2005 roku. Składał się z dwóch płyt, z czego pierwsza zawierała nagranie z koncertu z Hammersmith Apollo w Londynie, a druga dodatkowe materiały. Wydano również wersję specjalną albumu, nazwaną Special Edition, która zawierała albumy Live from the Dark oraz Start from the Dark.

## Lista utworów
1. "Got to Have Faith"
2. "Ready or Not"
3. "Superstitious"
4. "America"
5. "Wings of Tomorrow"
6. "Let the Good Times Rock"
7. "Animal Crossing" / "Seven Doors Hotel"
8. "Hero"
9. "Wake Up Call"
10. "Sign of the Times"
11. "Milano" / "Girl from Lebanon"
12. "Carrie" (wersja akustyczna)
13. "Flames"
14. "Yesterday's News"
15. "Rock the Night"
16. "Start from the Dark"
17. "Cherokee"
18. "The Final Countdown"

## Bonus
- Behind the Tour: film dokumentalny o tournée
- Taxi Diaries: wywiady z członkami zespołu
- On-stage Interviews: wywiady z muzykami na temat instrumentów
- From the Soundcheck: "Spirit of the Underdog" i "Heart of Stone".
- Music Videos: teledyski ("Got to Have Faith" i "Hero")
- Miscellaneous: biografia, dyskografia, wideografia

## Skład zespołu
- Joey Tempest – wokal, gitary akustyczne
- John Norum – gitary, wokal wspierający
- John Levén – gitara basowa
- Mic Michaeli – iinstrumenty klawiszowe, wokal wspierający
- Ian Haugland – perkusja, wokal wspierający